# Filipijnen in Nederland
Met Filipijnen in Nederland of Filipino's in Nederland (Tagalog: Mga Pilipino sa Olanda) worden in Nederland wonende Filipijnen, of Nederlanders van Filipijnse afkomst aangeduid.

## Geschiedenis
De eerste geregistreerde Filipijnse migrant in Nederland was een verpleegster die in 1947 arriveerde om in een ziekenhuis in Amsterdam te werken. In de jaren zeventig kwamen er meer verpleegkundigen, die zich verspreidden over medische centra en verpleeghuizen in Nederland. Sindsdien hebben velen van hen het Nederlandse staatsburgerschap verworven. Toen Rotterdam zich ontwikkelde tot de grootste zeehaven ter wereld, arriveerden Filipijnse zeevarenden in Nederland. Dagelijks passeren ongeveer 300 à 500 Filipijnse zeelieden de Nederlandse havens. Verder is ongeveer een derde van de Au pairs in Nederland afkomstig uit de Filipijnen. Bovendien werken ongeveer 500 Filipino's op booreilanden in de Noordzee. Sinds 2007 komen steeds meer arbeidsmigranten uit de Filipijnen naar Nederland toe.
Mede vanwege het grote aantal Filipino's dat in Nederland woonachtig is, heeft KLM in 2009 het aantal rechtstreekse vluchten naar Ninoy Aquino International Airport (in Manilla) uitgebreid tot zeven vluchten per week en zeven vluchten per week naar andere Filipijnse luchthavens.

## Aantal
Volgens het Centraal Bureau voor de Statistiek (CBS) woonden er op 1 januari 2020 zo'n 24.369 Nederlanders met een Filipijnse migratieachtergrond in Nederland. Ruim twee derde deel van de Filipijnen in Nederland is vrouwelijk (16.299 vrouwen tegen 8.070 mannen). De reden hiervoor is dat relatief veel Filipijnse (en andere Aziatische) vrouwen in Nederland komen werken als au-pair.
| Jaar             | 1996  | 2000  | 2005   | 2010   | 2015   | 2020   |
| ---------------- | ----- | ----- | ------ | ------ | ------ | ------ |
| Eerste generatie | 5.216 | 6.436 | 8.308  | 10.195 | 12.060 | 15.412 |
| Tweede generatie | 2.522 | 3.421 | 4.659  | 5.899  | 7.281  | 8.957  |
| Mannen (totaal)  | 2.449 | 3.189 | 4.243  | 5.254  | 6.425  | 8.070  |
| Vrouwen (totaal) | 5.289 | 6.668 | 8.723  | 10.840 | 12.916 | 16.299 |
| Totaal           | 7.738 | 9.857 | 12.966 | 16.094 | 19.341 | 24.369 |

## Bekende Nederlanders van Filipijnse komaf
- Justin Baas, voetballer
- Jonathan de Guzman, voetballer
- Jason de Jong, voetballer
- Quincy Kammeraad, voetballer
- Laidback Luke, diskjockey, producer en vechtkunstenaar
- Paul Mulders, voetballer
- José María Sison, schrijver en activist